# 卡赞勒克的色雷斯人墓
卡赞勒克的色雷斯人墓是保加利亚中部城镇卡赞勒克附近的一处拱顶墓葬遗址。

## 概况
卡赞勒克的色雷斯人墓是大型色雷斯人墓葬群的组成部分。该墓葬由一个狭窄的过道和一个圆形的墓室组成，墓地的墙壁由描绘一对色雷斯人夫妇进行仪式性葬礼盛宴的壁画所装饰。墓葬的时代可以追溯至公元前4世纪，在1979年，遗址被列入联合国教科文组织的世界遗产名录。壁画中的骏马等内容令人印象深刻，而其中所绘的夫妇互执臂腕，柔情而对等地以手势作别的画面尤其令人难忘。画中的这位女性在2005年被定面额为50的保加利亚列弗硬币的背面形象。卡赞勒克的色雷斯人墓壁画可谓保加利亚现今保存最为良好的希腊化时代的艺术杰作。
这处墓葬的位置临近色雷斯古都修托波利斯原址。

## 照片

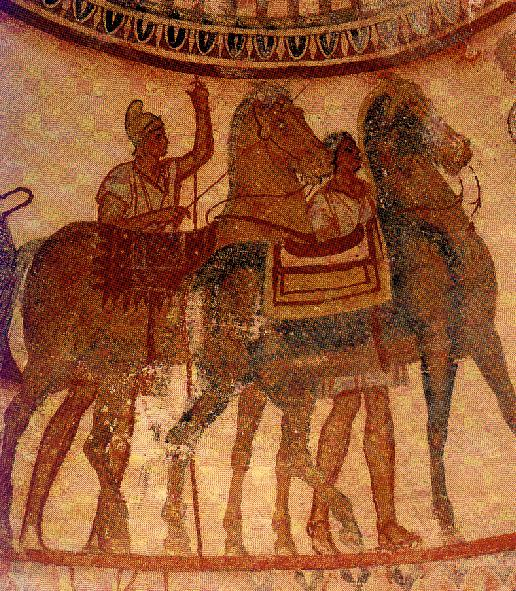
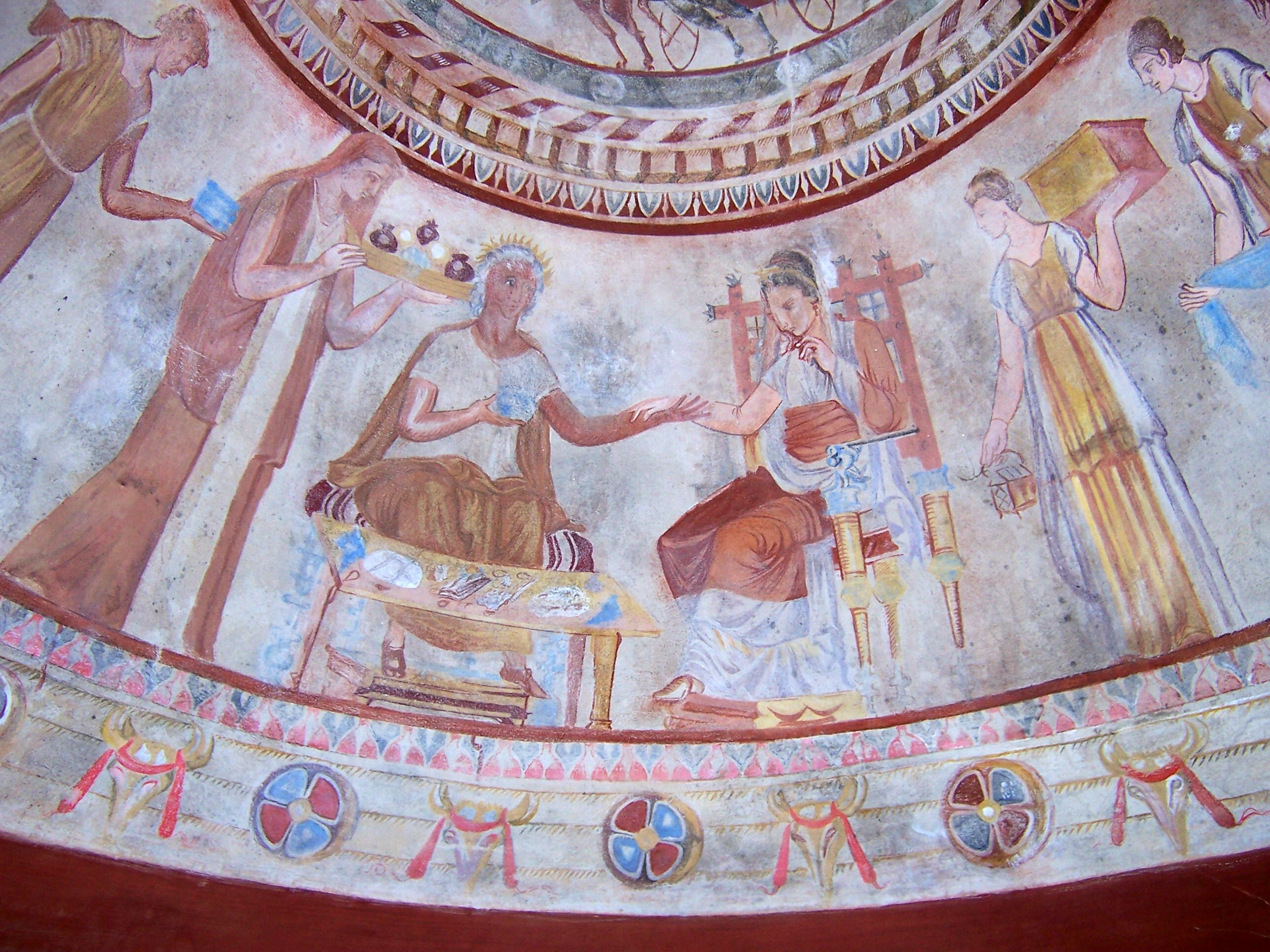
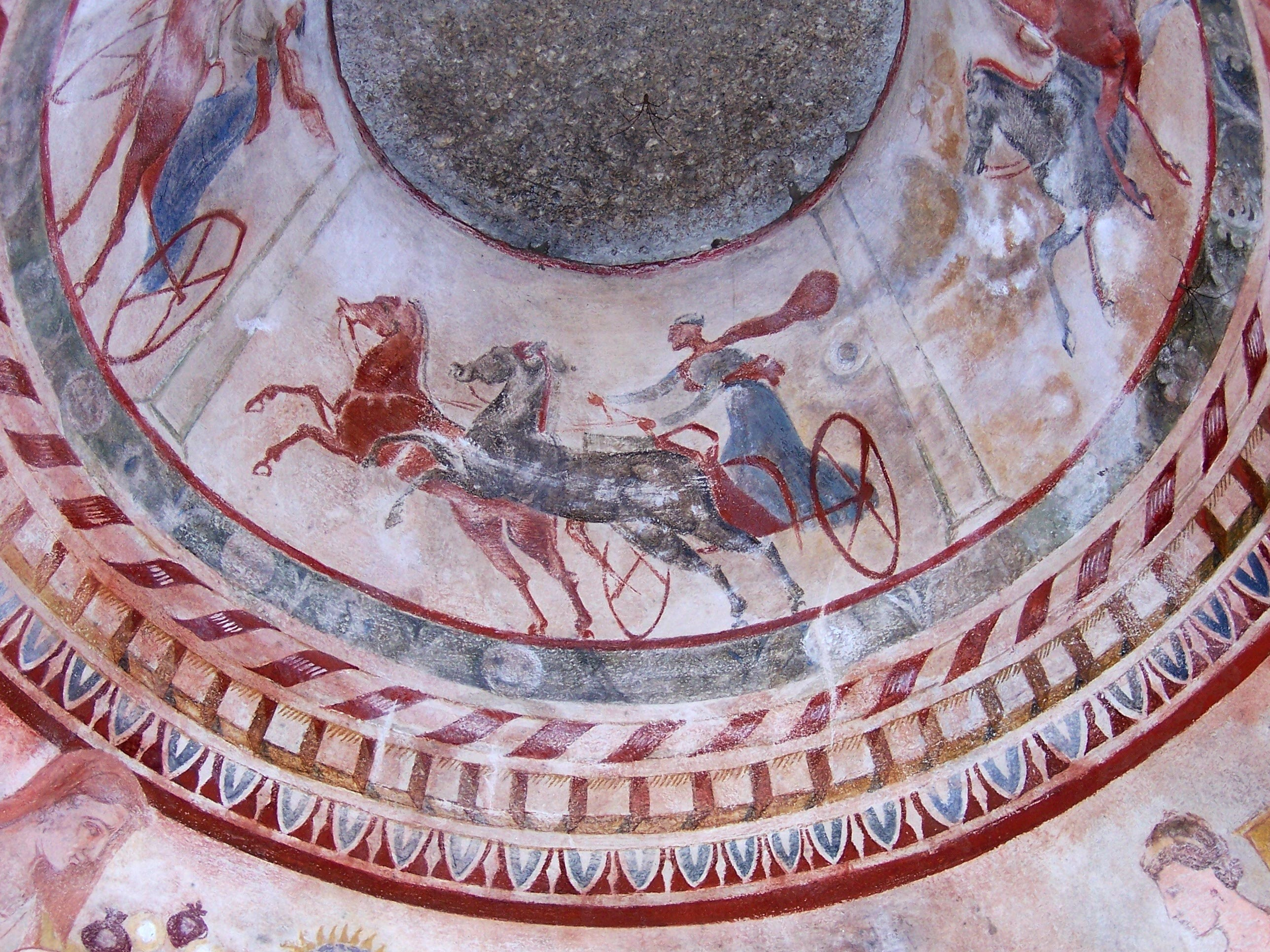
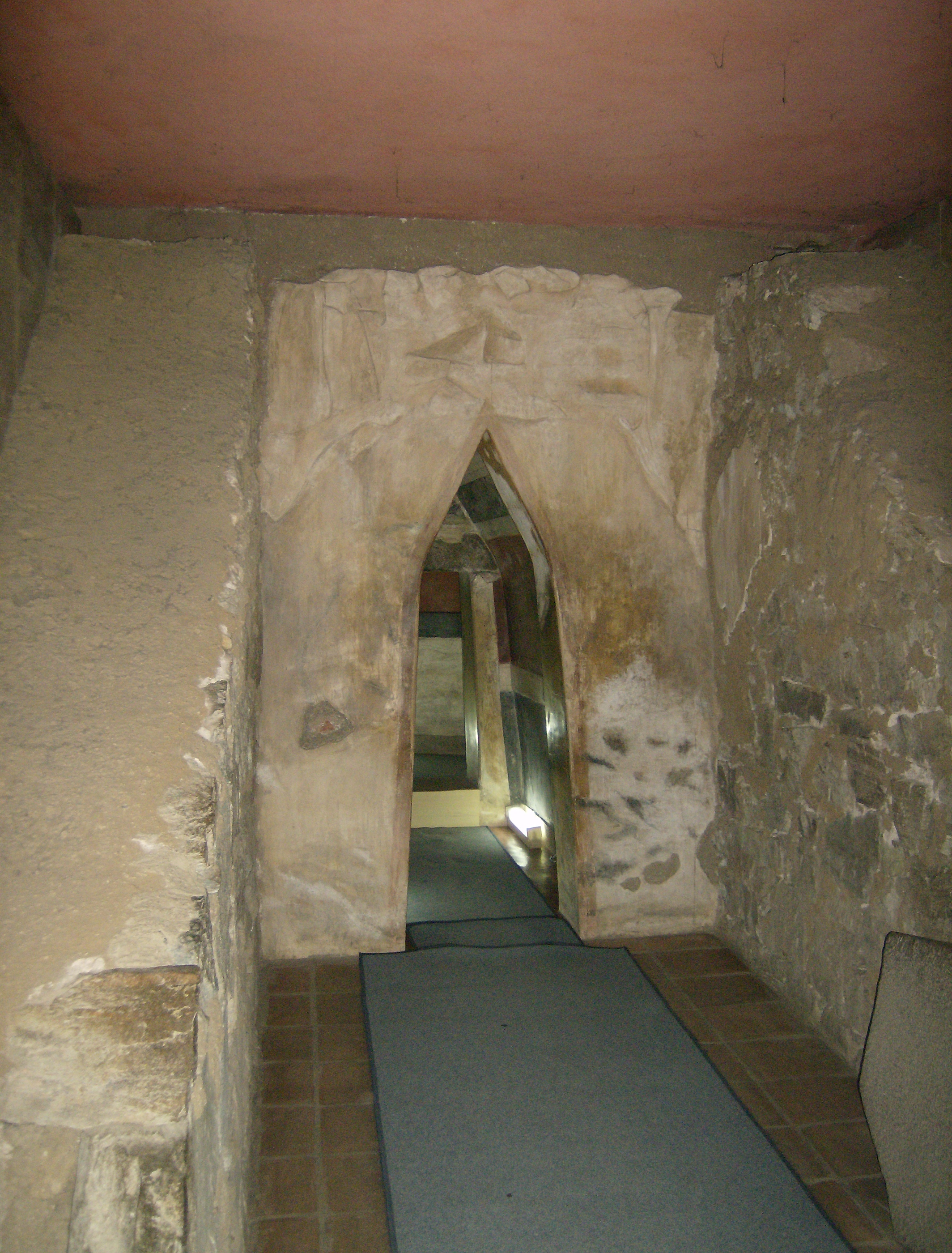
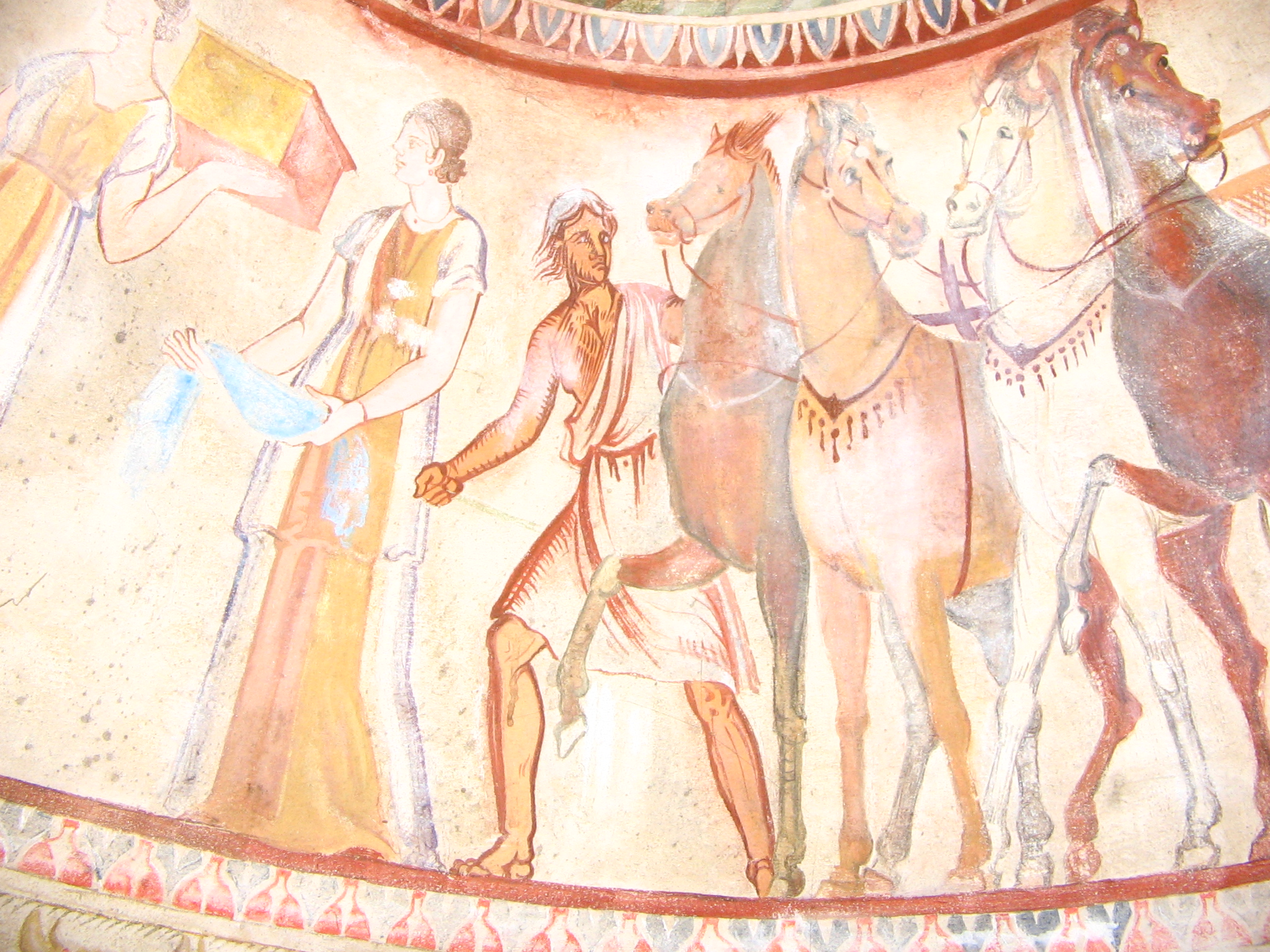
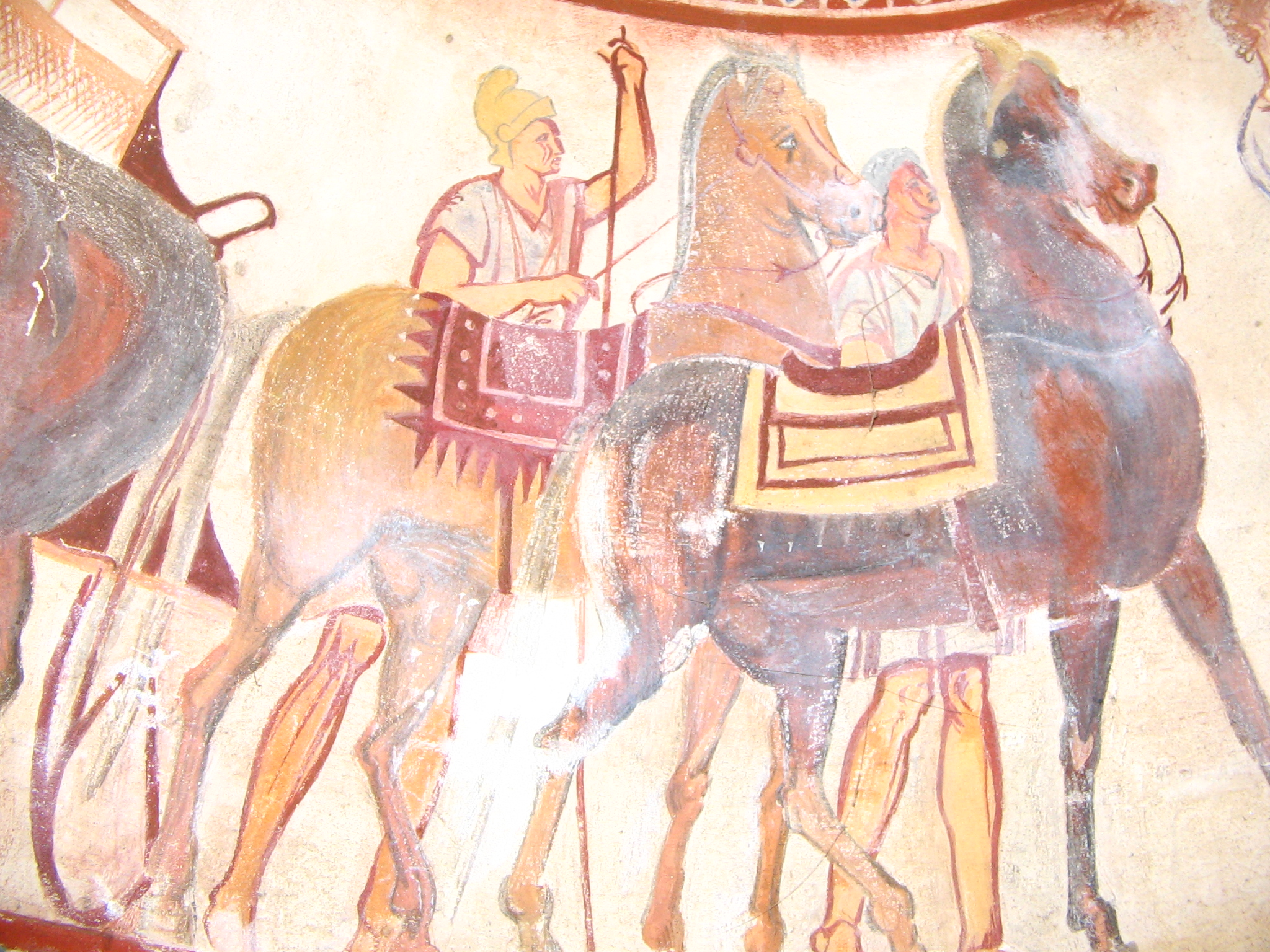
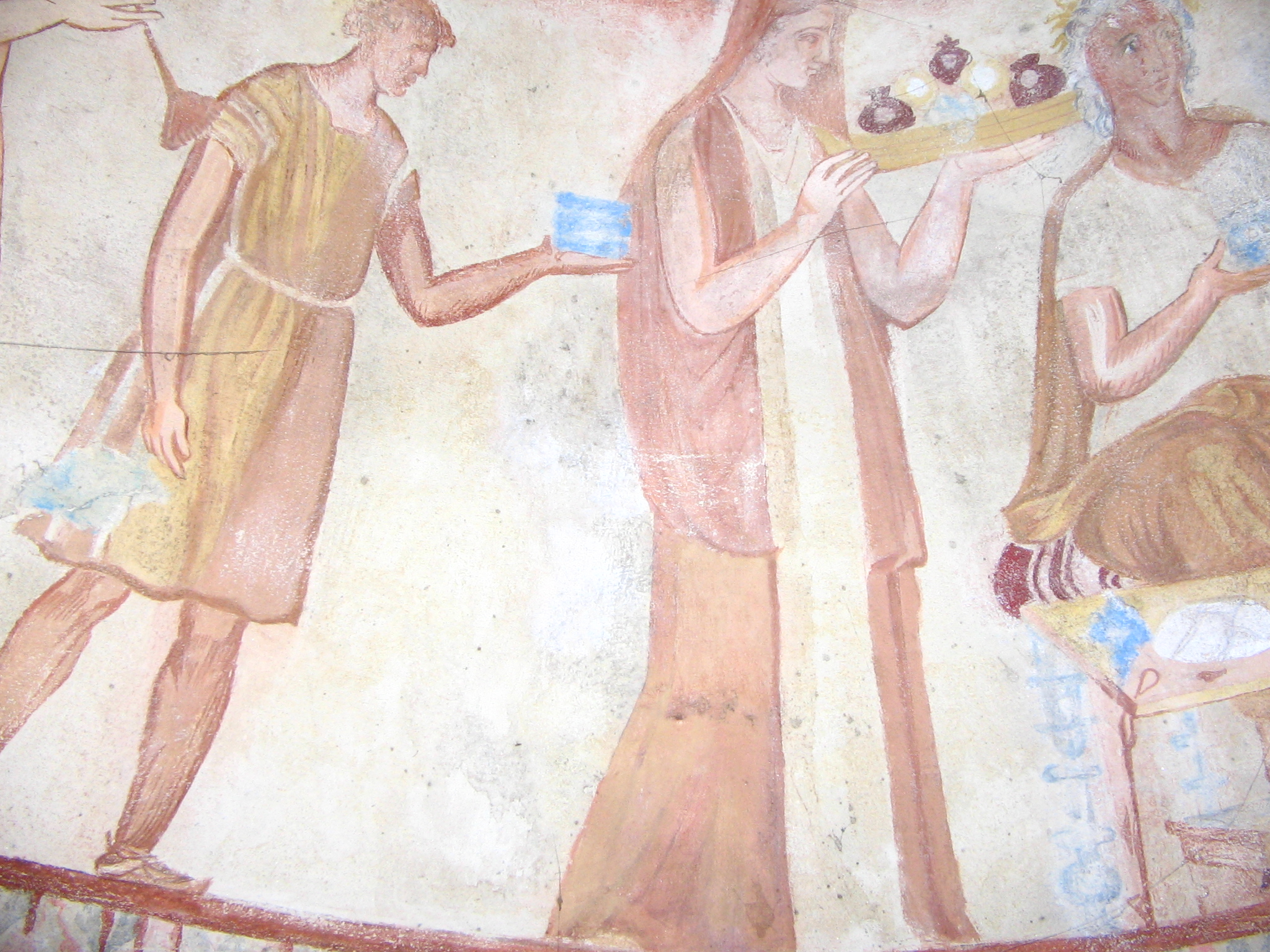
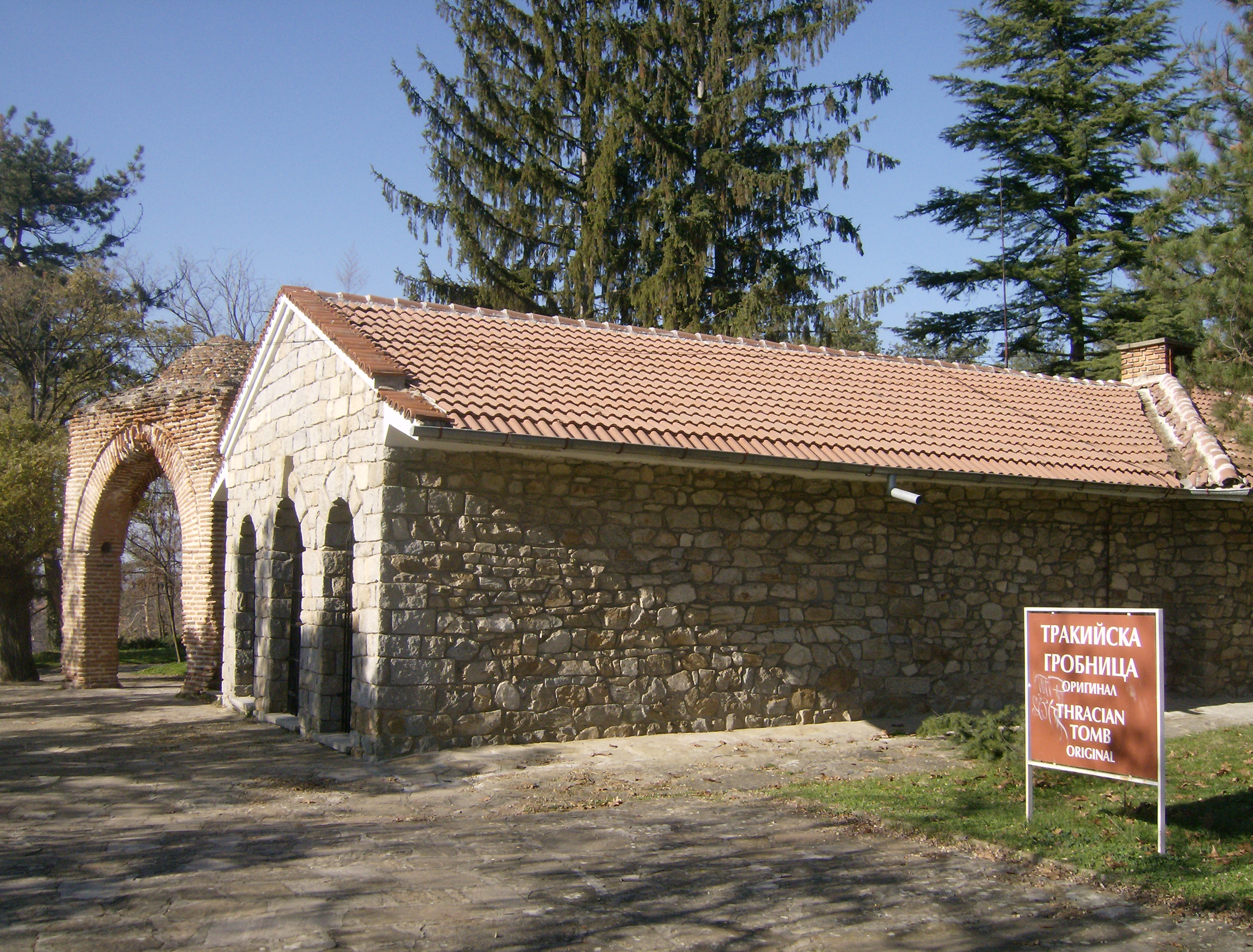
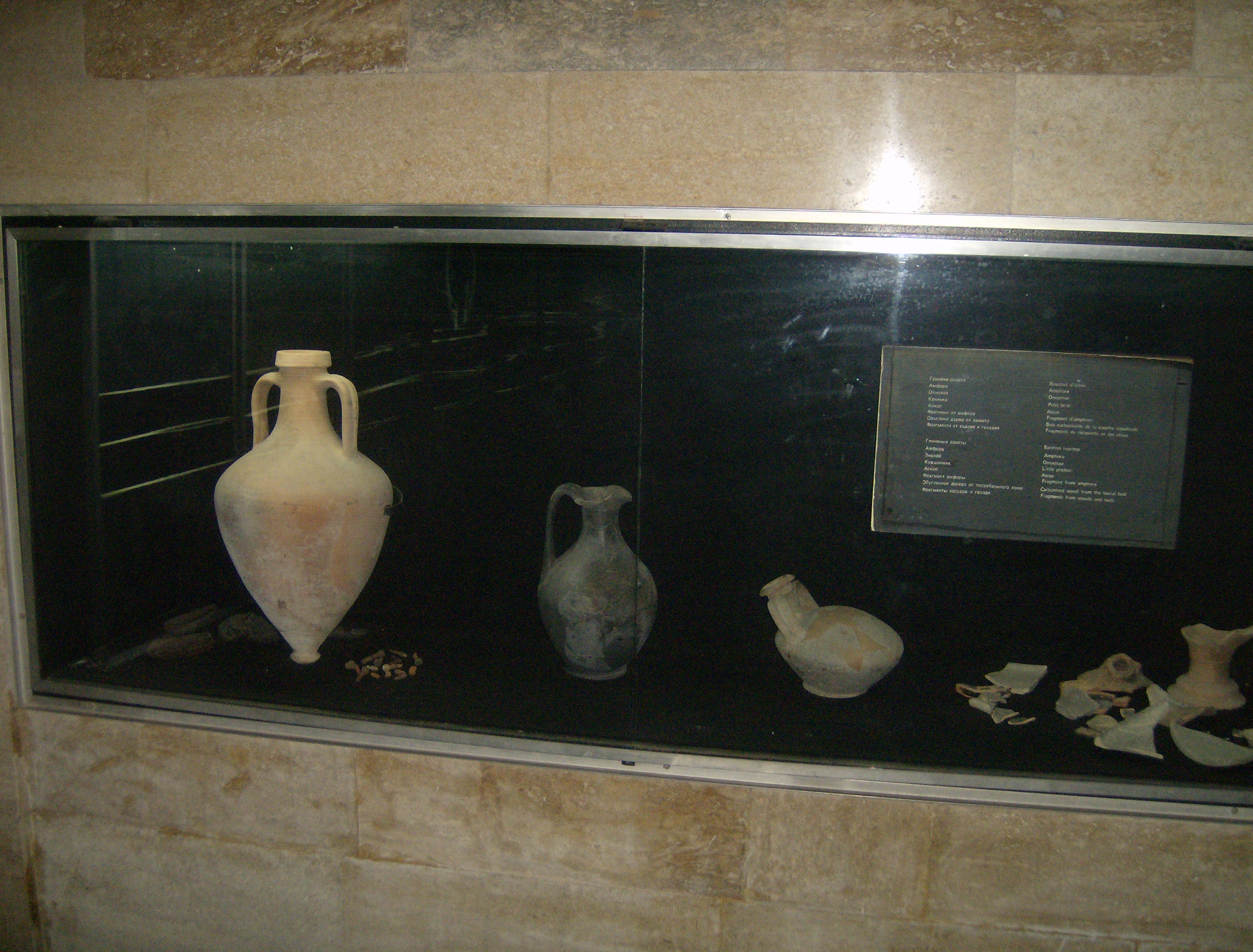
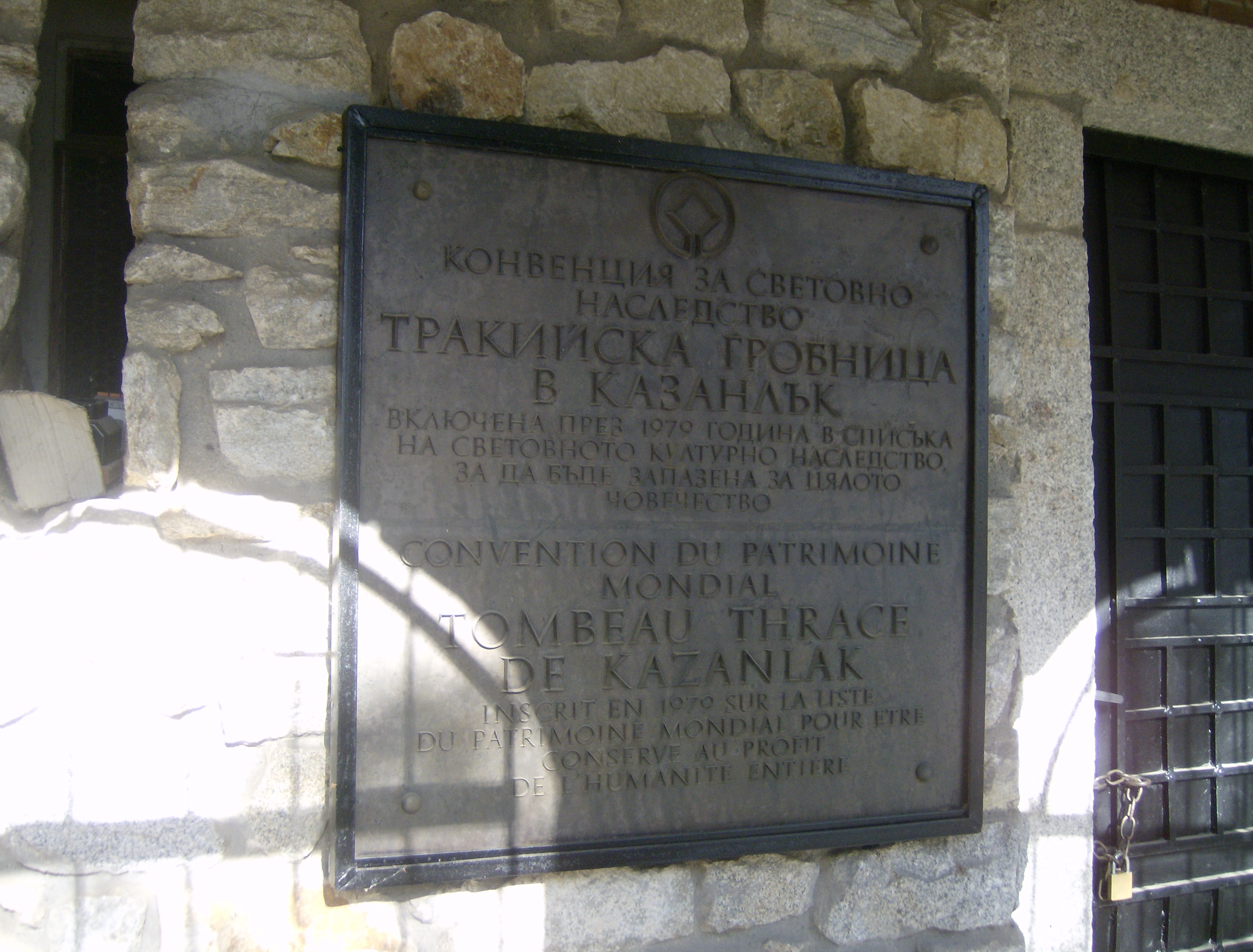
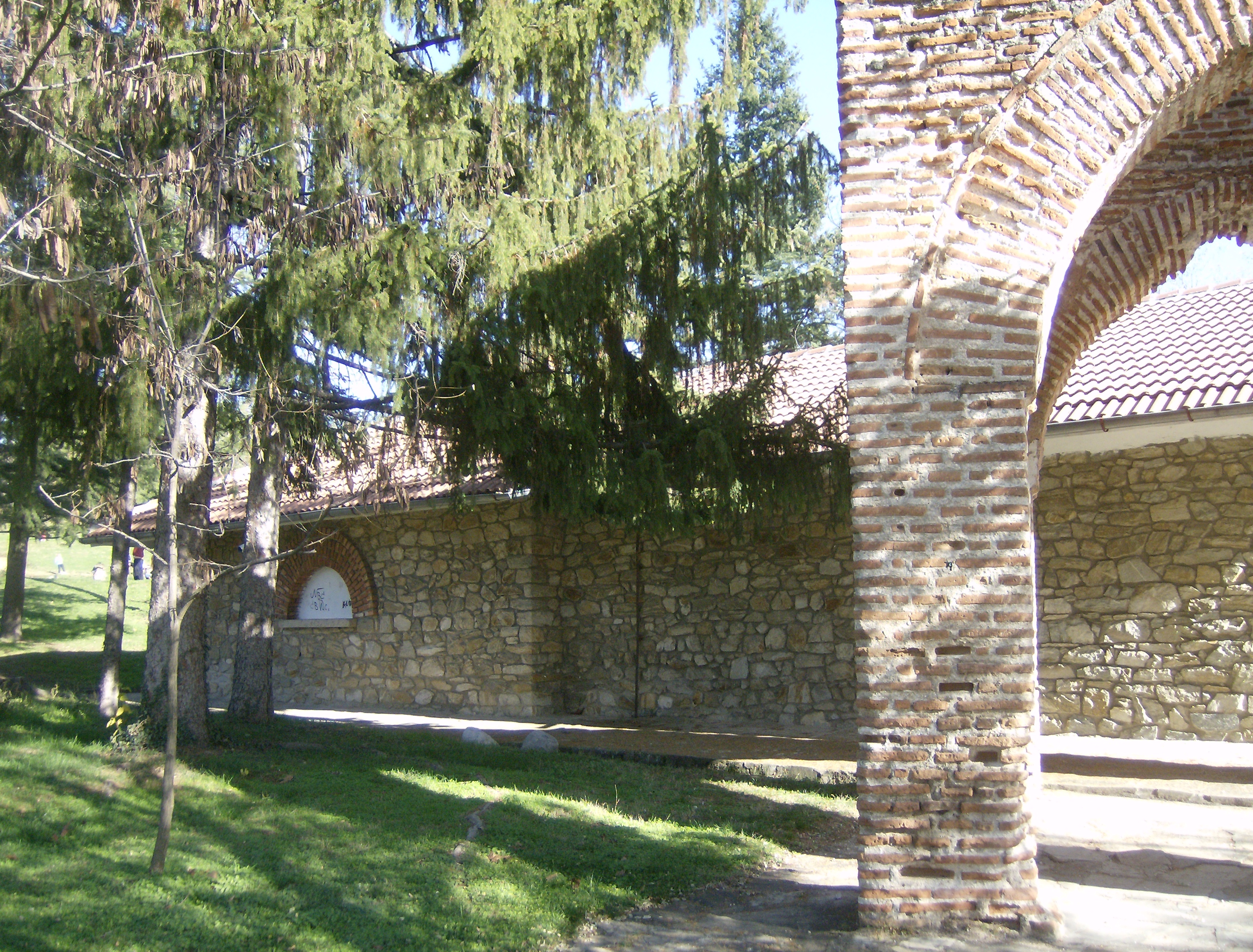
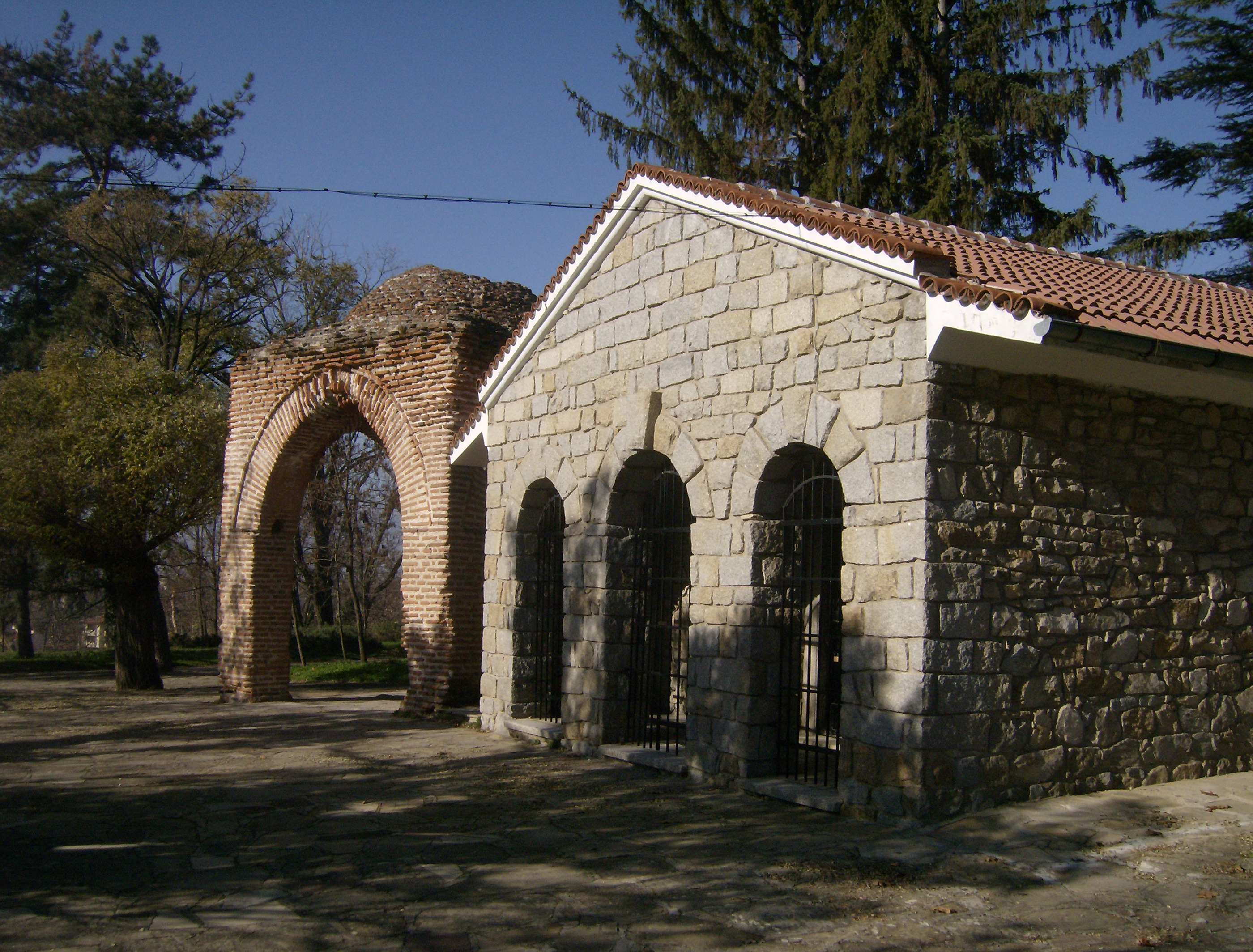